# シクロヘキシミド
シクロヘキシミドは細菌の1種Streptomyces griseusによって作られる真核生物のタンパク質合成の阻害剤である。シクロヘキシミドはタンパク質合成の転位過程（リボソームに結合する2つのtRNA分子とmRNAの移動）に干渉することでその効果を示し、翻訳を阻害する。シクロヘキシミドは、in vitro（すなわち生体外）で研究される真核生物細胞におけるタンパク質合成を阻害する用途で生化学研究に広く用いられている。シクロヘキシミドは高価ではなく、迅速に作用し、単純に培地から除くことでその効果を失くすことができる。
DNA損傷、催奇性、および他の生殖への影響（先天性異常と精子への毒性）を含む毒性の強い副作用のため、シクロヘキシミドは一般的にはin vitroの研究にのみ使用され、ヒトの治療薬としては適切でない。農業においては抗真菌剤として使用されてきているが、この種の利用は、健康へのリスクに対する理解が進むにつれて減少しつつある。毒物及び劇物取締法により劇物に指定されている
。
シクロヘキシミドはアルカリ（pH > 7）で分解する。使用した場所の表面や容器からシクロヘキシミドを除くには、石鹸のような毒性のないアルカリ溶液で処理すればよい。
シクロヘキシミドは真核生物でのみタンパク質合成を効果的に阻害するので、ミトコンドリアで翻訳されるタンパク質と細胞質で翻訳されるタンパク質を区別するために用いられることがある。核から輸送され、細胞質または小胞体で翻訳されるべきmRNAは、シクロヘキシミドの存在下では翻訳されない。反対に、ミトコンドリアのリボソームを使った翻訳はシクロヘキシミドの影響を受けず、ミトコンドリアの遺伝子は発現し続ける。

## 研究利用
シクロヘキシミドは分子生物学の分野でタンパク質の半減期を測定する実験のツールとして利用される。細胞をシクロヘキシミドで処理し、その経時変化を、その細胞破砕液をウェスタンブロッティングで興味のあるタンパク質について分析することで、タンパク質の半減期を調べることができる。シクロヘキシミド処理により、転写と翻訳の複雑な作用について考慮することなく、タンパク質の半減期を観察することができる。
シクロヘキシミドは他に、エチレン産生を刺激する植物成長調整剤として、殺鼠剤または他の動物の駆除剤として使われる。また、酵母やカビの増殖を抑制し、ビールの発酵において雑菌を検出するための培地にも使われる。